# 奧塞克

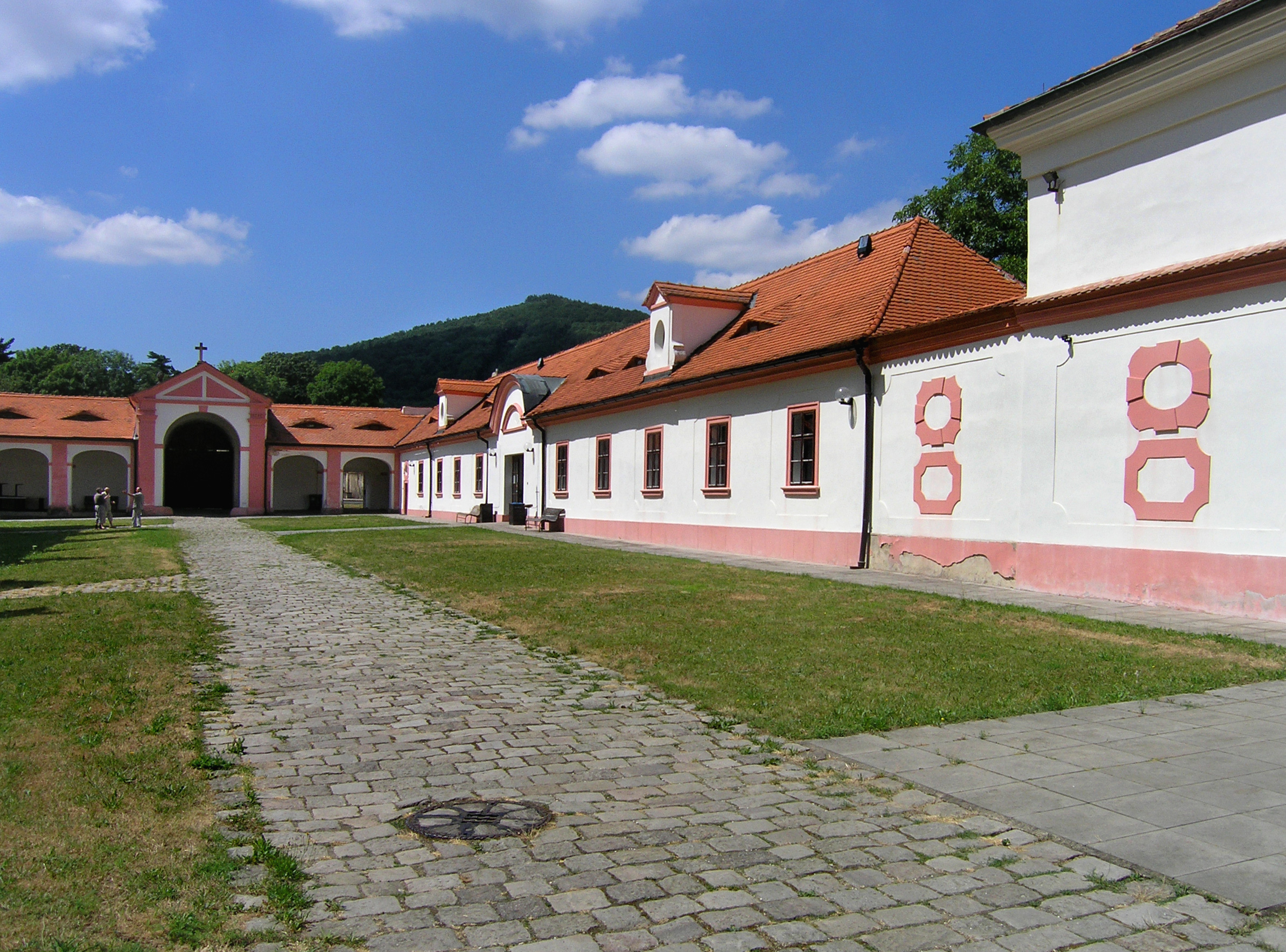

奧塞克是捷克的城鎮，位於該國西北部，距離特普利采約8公里，由烏斯季州負責管轄，面積42.4平方公里，海拔高度307米，是熱門的旅遊地點，2011年人口4,997。

## 外部連結
- Location of Osek （页面存档备份，存于）
- Osek Monastery
- Osek Website (Czech and German) （页面存档备份，存于）
- Osek Municipality Flag （页面存档备份，存于）